# Котюжинська ділянка
«Котюжинська ділянка» — ботанічна пам'ятка природи місцевого значення в Україні. Пам'ятка природи розташована на території Тернопільського району Тернопільської області, с. Котюжини, південна околиця села, фрагмент заплави річки Горині.
Площа — 15,90 га, статус отриманий у 1983 році.